# کریس براون (بازیکن فوتبال، زاده ۱۹۹۲)
کریس براون (انگلیسی: Chris Brown؛ زادهٔ ۲۱ فوریهٔ ۱۹۹۲) بازیکن فوتبال اهل بریتانیا است.
از باشگاه‌هایی که در آن بازی کرده‌است می‌توان به باشگاه فوتبال اشتون یونایتد، باشگاه فوتبال روچدیل، باشگاه فوتبال هاید، و باشگاه فوتبال درویلزدن اشاره کرد.